# 米法普庫爾烏帕齊拉
米法布庫爾乌帕齐拉是孟加拉国朗布爾縣的一个乌帕齐拉，位於朗布爾专区的朗布爾縣。

## 人口
據1991年孟加拉國人口普查，米法布庫爾共有戶數135,073戶，人口508133人。其中男性佔比49.66%，女性佔比50.34%；成年人口235,078人。該地7歲以上人口之平均識字率為22.4%。